# Andrea Gyarmati
Andrea Gyarmati (Hungría, 15 de abril de 1954) es una nadadora húngara retirada especializada en pruebas de estilo espalda, donde consiguió ser subcampeona olímpica en 1972 en los 100 metros.

## Carrera deportiva
En los Juegos Olímpicos de Múnich 1972 ganó la medalla de plata en los 100 metros espalda, con un tiempo de 1:06.26 segundos, tras la estadounidense Melissa Belote y por delante de la también estadounidense Susan Atwood.
Y en el Campeonato Mundial de Natación de 1973 celebrado en Belgrado ganó el bronce en los 200 metros espalda.